# Secamone
Secamone es un género perteneciente a la familia de las apocináceas con 162 especies de plantas fanerógamas . 

## Descripción
Son arbustos, enredaderas sufrútices o herbáceas que alcanzan los 6 m de altura; con brotes glabros o puberulosos. Las hojas son coriáceas de 0.6-7.5 cm de largo y 0.2-3.5 cm de ancho, estrechamente elípticas a ovadas, basalmente cuneadas, el ápice obtuso, agudo o acuminado, glabras o pubescentes; con estípulas diminutas.
Las inflorescencias son axilares, más cortas o más largas que las hojas adyacentes, con pocas a muchas flores,  laxas o condensadas,los pedúnculos más largos o más cortos que los pedicelos filiformes, glabras o pubescentes. 

## Especies
1. Secamone africana - C Africa
2. Secamone afzelii - W + C Africa
3. Secamone alba - Madagascar
4. Secamone alpini - S + E Africa
5. Secamone angustifolioides - Madagascar
6. Secamone ankarensis - Madagascar
7. Secamone astephana - Madagascar
8. Secamone attenuifolia - Tanzania
9. Secamone australis - Madagascar
10. Secamone bemarahensis - Madagascar
11. Secamone betamponensis - Madagascar
12. Secamone bicolor - Madagascar
13. Secamone bifida - Madagascar
14. Secamone bonii - Hainan, Vietnam
15. Secamone bosseri - Madagascar
16. Secamone brachystigma - Madagascar
17. Secamone brevicoronata - Madagascar
18. Secamone brevipes - C Africa
19. Secamone buxifolia - Madagascar
20. Secamone capitata - Madagascar
21. Secamone castanea - Madagascar
22. Secamone cloiselii - Madagascar
23. Secamone crassifolia - Peninsular Malaysia
24. Secamone cristata - Madagascar
25. Secamone delagoensis - Mozambique, KwaZulu-Natal
26. Secamone dequairei - Madagascar
27. Secamone dewevrei - C Africa
28. Secamone dilapidans - Réunion, Mauritius
29. Secamone discolor - Madagascar
30. Secamone dolichorhachys - Madagascar
31. Secamone drepanoloba - Madagascar
32. Secamone ecoronata - Madagascar
33. Secamone elegans - Madagascar
34. Secamone elliottii - Madagascar
35. Secamone elliptica - China, SE Asia, Queensland
36. Secamone emetica - India
37. Secamone erythradenia - C Africa
38. Secamone falcata - Madagascar
39. Secamone ferruginea - S China, Indochina
40. Secamone filiformis - Madagascar, Limpopo
41. Secamone frutescens - Eastern Cape Province
42. Secamone fryeri - Aldabra, Comoros
43. Secamone geayi - Madagascar
44. Secamone gerrardii - South Africa
45. Secamone glaberrima - Madagascar
46. Secamone goyderi - Gabon
47. Secamone gracilis - Kenia
48. Secamone grandiflora - Madagascar
49. Secamone humbertii - Madagascar
50. Secamone jongkindii - Madagascar
51. Secamone laxa - Madagascar
52. Secamone leonensis -  Sierra Leona
53. Secamone letouzeana - Gabon
54. Secamone ligustrifolia - Madagascar
55. Secamone likiangensis - Yunnan
56. Secamone linearifolia - Madagascar
57. Secamone linearis - Madagascar
58. Secamone marsupiata - Madagascar
59. Secamone minutifolia - Madagascar
60. Secamone nervosa - Madagascar
61. Secamone obovata - Madagascar
62. Secamone oleaefolia - Madagascar
63. Secamone pachyphylla - Madagascar
64. Secamone pachystigma - Madagascar
65. Secamone parvifolia - SE + S Africa
66. Secamone pedicellaris - Madagascar
67. Secamone perrieri - Madagascar
68. Secamone pinnata - Madagascar
69. Secamone polyantha - Madagascar
70. Secamone pulchra - Madagascar
71. Secamone punctulata - Tanzania, Burundi, Uganda
72. Secamone racemosa - C + EC Africa
73. Secamone reticulata - Madagascar
74. Secamone retusa - Tanzania, Kenia
75. Secamone rodriguesiana -
76. Secamone rubra - Madagascar
77. Secamone salicifolia - Mauritius
78. Secamone schatzii - Madagascar
79. Secamone schimperiana -  Seychelles
80. Secamone schinziana - Madagascar
81. Secamone sinica - S China
82. Secamone socotrana
83. Secamone sparsiflora - Madagascar
84. Secamone stenophylla - Burundi
85. Secamone stuhlmannii - Tanzania, Zaire, Ethiopia
86. Secamone sulfurea - Madagascar
87. Secamone supranervis - Madagascar
88. Secamone tenuifolia - Madagascar
89. Secamone thouarsii - Madagascar
90. Secamone toxocarpoides - Madagascar
91. Secamone triflora - Madagascar
92. Secamone tsingycola - Madagascar
93. Secamone tuberculata - Madagascar
94. Secamone unciformis - Madagascar
95. Secamone uncinata - Madagascar
96. Secamone uniflora - Madagascar
97. Secamone urceolata - Madagascar
98. Secamone valvata - Madagascar
99. Secamone varia - Madagascar
100. Secamone venosa - Madagascar
101. Secamone volubilis - Réunion, Mauritius